# Hisayoshi Harasawa
Hisayoshi Harasawa –en japonés, 原沢久喜, Harasawa Hisayoshi– (Shimonoseki, 3 de julio de 1992) es un deportista japonés que compite en judo.
Participó en dos Juegos Olímpicos de Verano, obteniendo dos medallas, plata en Río de Janeiro 2016 (categoría de +100 kg) y plata en Tokio 2020 (equipo mixto).
Ganó dos medallas en el Campeonato Mundial de Judo, plata en 2019 y bronce en el 2018, y una medalla de oro en el Campeonato Asiático de Judo de 2021.

## Palmarés internacional
| Juegos Olímpicos    | Juegos Olímpicos        | Juegos Olímpicos  | Juegos Olímpicos |
| Año                 | Lugar                   | Medalla           | Categoría        |
| ------------------- | ----------------------- | ----------------- | ---------------- |
| 2016                | Río de Janeiro (Brasil) | Medalla de plata  | +100 kg          |
| 2020                | Tokio (Japón)           | Medalla de plata  | Equipo mixto     |
| Campeonato Mundial  |                         |                   |                  |
| Año                 | Lugar                   | Medalla           | Categoría        |
| 2018                | Bakú (Azerbaiyán)       | Medalla de bronce | +100 kg          |
| 2019                | Tokio (Japón)           | Medalla de plata  | +100 kg          |
| Campeonato Asiático |                         |                   |                  |
| Año                 | Lugar                   | Medalla           | Categoría        |
| 2021                | Biskek (Kirguistán)     | Medalla de oro    | +100 kg          |